# Fed Cup 2019 – zóna Asie a Oceánie
Zóna Asie a Oceánie Fed Cupu 2019 byla jednou ze tří zón soutěže, které se účastnily státy ležící v Asii a Oceánii. Do kontinentální zóny Fed Cupu 2019 nastoupilo 20 družstev, z toho sedm účastníků hrálo v I. skupině a dalších třináct ve II. skupině. Součástí herního plánu byly také dvě baráže.

## I. skupina
- Místo konání: Národní tenisové centrum Daulet, Nur-Sultan, Kazachstán (tvrdý, hala)[1]
- Datum: 6.–9. února 2019
- Formát: Sedm týmů bylo rozděleno do tříčlenného bloku A a čtyřčlenného bloku B. Vítězové obou bloků se utkali o postup do baráže 2. světové skupiny 2019. Družstva, která se umístila na třetích místech, sehrála zápas o udržení. Čtvrtý z bloku B automaticky sestoupil do II. skupiny asijsko-oceánské zóny pro rok 2021.[1]

### Nasazení
| Koš                                                          | tým               | ITF | nas. |
| ------------------------------------------------------------ | ----------------- | --- | ---- |
| 1.                                                           | Kazachstán        | 22. | 1.   |
| 1.                                                           | Čína              | 24. | 2.   |
| 2.                                                           | Jižní Korea       | 30. | 3.   |
| 2.                                                           | Indie             | 32. | 4.   |
| 3.                                                           | Thajsko           | 34. | 5.   |
| 3.                                                           | Indonésie         | 41. | 6.   |
| 3.                                                           | Pacifická Oceánie | 45. | 7.   |
| ITF – žebříček ITF nasazení dle žebříčku z 12. prosince 2018 |                   |     |      |

### Bloky
|    | Blok A           | KAZ | IND | THA |
| 1. | Kazachstán (2–0) |     | 3–0 | 3–0 |
| 2. | Indie (1–1)      | 0–3 |     | 2–1 |
| 3. | Thajsko (0–2)    | 0–3 | 1–2 |     |

|    | Blok B                  | CHN | KOR | INA | OCE |
| 1. | Čína (3–0)              |     | 3–0 | 3–0 | 3–0 |
| 2. | Jižní Korea (2–1)       | 0–3 |     | 3–0 | 3–0 |
| 3. | Indonésie (1–2)         | 0–3 | 0–3 |     | 3–0 |
| 4. | Pacifická Oceánie (0–3) | 0–3 | 0–3 | 0–3 |     |

### Baráž
| Pořadí      | tým bloku A | výsledek | tým bloku B       |
| ----------- | ----------- | -------- | ----------------- |
| Postup      | Čína        | 1–2      | Kazachstán        |
| 3.–4. místo | Indie       | 1–2      | Jižní Korea       |
| Sestup      | Indonésie   | 2–1      | Thajsko           |
| Sestup      | —           | —        | Pacifická Oceánie |

#### Zápas o postup: Čínská lidová republika vs. Kazachstán
| | Čínská lidová republika | 1 :                                                                 | 2   | Kazachstán |     |  |
| --- | ----------------------- | ------------------------------------------------------------------- | --- | ---------- | --- |  |
| Národní tenisové centrum Daulet, Astana, Kazachstán 9. února 2019 tvrdý (hala) |                         |                                                                     |     |            |     |  |
| \| \| \| \| 1. \| 2. \| 3. \| \| \| -- \| \| ------------------------------------------------------------------- \| --- \| --- \| --- \| \| \| 1. \| \| Čeng Saj-saj Zarina Dijasová \| 3 6 \| 2 6 \| \| \| \| 2. \| \| Čang Šuaj Julia Putincevová \| 6 3 \| 3 6 \| 6 4 \| \| \| 3. \| \| Jang Čao-süan / Čeng Saj-saj Anna Danilinová / Galina Voskobojevová \| 5 7 \| 0 6 \| \| \| \| \| \| \| \| \| \| \| \| \| \| \| \| \| \| \| \| \| \| \| \| \| \| \| \| \| \| \| \| \| \| \| \| \| \| \| \| \| \| \| |                         |                                                                     |     |            |     |  |
| |                         |                                                                     | 1.  | 2.         | 3.  |  |
| 1. |                         | Čeng Saj-saj Zarina Dijasová                                        | 3 6 | 2 6        |     |  |
| 2. |                         | Čang Šuaj Julia Putincevová                                         | 6 3 | 3 6        | 6 4 |  |
| 3. |                         | Jang Čao-süan / Čeng Saj-saj Anna Danilinová / Galina Voskobojevová | 5 7 | 0 6        |     |  |
| |                         |                                                                     |     |            |     |  |
| |                         |                                                                     |     |            |     |  |
| |                         |                                                                     |     |            |     |  |
| |                         |                                                                     |     |            |     |  |
| |                         |                                                                     |     |            |     |  |

### Konečné pořadí
| Umístění        | Tým               |
| Postup/1. místo | Kazachstán        |
| 2. místo        | Čína              |
| 3. místo        | Jižní Korea       |
| 4. místo        | Indie             |
| 5. místo        | Indonésie         |
| Sestup/6. místo | Thajsko           |
| Sestup/7. místo | Pacifická Oceánie |

Výsledek
- Kazachstán postoupil do baráže 2. světové skupiny 2019
- Thajsko a Pacifická Oceánie sestoupily do 2. skupiny zóny Asie a Oceánie pro rok 2021.

## II. skupina
- Místo konání: Stadion Pamiru, Dušanbe, Tádžikistán (tvrdý, venku)[2]
- Datum: 12.–15. června 2019
- Místo konání: National Tennis Centre, Kuala Lumpur, Malajsie (tvrdý, venku)[2]
- Datum: 19.–23. června 2019
- Formát: Třináct týmů bylo rozděleno do dvou podskupin. Dušanbskou tvořily dva tříčlenné bloky a v Kuala Lumpuru existoval tříčlenný a čtyřčlenný blok. Vítězové bloků každé podskupiny se střetli v baráži o postup do I. skupiny asijsko-oceánské zóny pro rok 2021. Další družstva sehrála zápasy o konečné umístění.

### Nasazení
| Koš                                                       | tým          | ITF | nas. |
| --------------------------------------------------------- | ------------ | --- | ---- |
| 1.                                                        | Uzbekistán   | 47. | 1.   |
| 1.                                                        | Tchaj-wan    | 48. | 2.   |
| 1.                                                        | Hongkong     | 50. | 3.   |
| 1.                                                        | Singapur     | 63. | 4.   |
| 2.                                                        | Malajsie     | 67. | 5.   |
| 2.                                                        | Nový Zéland  | 72. | 6.   |
| 2.                                                        | Srí Lanka    | 73. | 7.   |
| 2.                                                        | Filipíny     | 75. | 8.   |
| 3.                                                        | Pákistán     | 80. | 9.   |
| 3.                                                        | Tádžikistán  | 87. | 10.  |
| 3.                                                        | Írán         | 91. | 11.  |
| 3.                                                        | Turkmenistán | 98. | 12.  |
| 3.                                                        | Bangladéš    | —   | 13.  |
| ITF – žebříček ITF nasazení dle žebříčku z 22. dubna 2019 |              |     |      |

### Bloky
|    | Blok A (Dušanbe)  | TPE | PHI | TJK |
| 1. | Tchaj-wan (2–0)   |     | 3–0 | 3–0 |
| 2. | Filipíny (1–1)    | 0–3 |     | 3–0 |
| 3. | Tádžikistán (0–2) | 0–3 | 0–3 |     |

|    | Blok B (Dušanbe) | SGP | SRI | IRI |
| 1. | Singapur (2–0)   |     | 2–1 | 3–0 |
| 2. | Srí Lanka (1–1)  | 1–2 |     | 2–1 |
| 3. | Írán (0–2)       | 0–3 | 1–2 |     |

|    | Blok A (Kuala Lumpur) | UZB | MAS | TKM |
| 1. | Uzbekistán (2–0)      |     | 3–0 | 3–0 |
| 2. | Malajsie (1–1)        | 0–3 |     | 3–0 |
| 3. | Turkmenistán (0–2)    | 0–3 | 0–3 |     |

|    | Blok B (Kuala Lumpur) | HKG | NZL | PAK | BAN |
| 1. | Hongkong (3–0)        |     | 2–1 | 3–0 | 3–0 |
| 2. | Nový Zéland (2–1)     | 1–2 |     | 3–0 | 3–0 |
| 3. | Pákistán (1–2)        | 0–3 | 0–3 |     | 3–0 |
| 4. | Bangladéš (0–3)       | 0–3 | 0–3 | 0–3 |     |

### Baráž
| Podskupina v Dušanbe       | Podskupina v Dušanbe | Podskupina v Dušanbe | Podskupina v Dušanbe |
| Pořadí                     | tým bloku A          | výsledek             | tým bloku B          |
| -------------------------- | -------------------- | -------------------- | -------------------- |
| Postup                     | Tchaj-wan            | 2–0                  | Singapur             |
| 3.–4. místo                | Filipíny             | 2–0                  | Srí Lanka            |
| 5.–6. místo                | Tádžikistán          | 1–2                  | Írán                 |
| Podskupina v Kuala Lumpuru |                      |                      |                      |
| Pořadí                     | tým bloku A          | výsledek             | tým bloku B          |
| Postup                     | Uzbekistán           | 2–1                  | Hongkong             |
| 3.–4. místo                | Malajsie             | 1–2                  | Nový Zéland          |
| 5.–6. místo                | Turkmenistán         | 2–1                  | Pákistán             |
| 7. místo                   | —                    | —                    | Bangladéš            |

#### Zápas o postup: Tchaj-wan vs. Singapur
| | Tchaj-wan | 2 :                                                             | 0   | Singapur |    |            |
| --- | --------- | --------------------------------------------------------------- | --- | -------- | -- | ---------- |
| Pamir Stadium, Dušanbe, Tádžikistán 15. června 2019 tvrdý |           |                                                                 |     |          |    |            |
| \| \| \| \| 1. \| 2. \| 3. \| \| \| -- \| \| --------------------------------------------------------------- \| --- \| --- \| -- \| ---------- \| \| 1. \| \| Sü Čch'-e-jü Lynelle En Tong Lim \| 6 1 \| 6 0 \| \| \| \| 2. \| \| Liang En-šuo Charmaine Shi Yi Seah \| 6 4 \| 6 2 \| \| \| \| 3. \| \| Čan Chao-čching / Latisha Chan Hx Izabella Tan / Ashley Kei Yim \| \| \| \| nehrálo se \| \| \| \| \| \| \| \| \| \| \| \| \| \| \| \| \| \| \| \| \| \| \| \| \| \| \| \| \| \| \| \| \| \| \| \| \| \| \| \| \| |           |                                                                 |     |          |    |            |
| |           |                                                                 | 1.  | 2.       | 3. |            |
| 1. |           | Sü Čch'-e-jü Lynelle En Tong Lim                                | 6 1 | 6 0      |    |            |
| 2. |           | Liang En-šuo Charmaine Shi Yi Seah                              | 6 4 | 6 2      |    |            |
| 3. |           | Čan Chao-čching / Latisha Chan Hx Izabella Tan / Ashley Kei Yim |     |          |    | nehrálo se |
| |           |                                                                 |     |          |    |            |
| |           |                                                                 |     |          |    |            |
| |           |                                                                 |     |          |    |            |
| |           |                                                                 |     |          |    |            |
| |           |                                                                 |     |          |    |            |

#### Zápas o postup: Uzbekistán vs. Hongkong
| | Uzbekistán | 2 :                                                                          | 1    | Hongkong |     |  |
| --- | ---------- | ---------------------------------------------------------------------------- | ---- | -------- | --- |  |
| Národní tenisové centrum, Kuala Lumpur, Malajsie 22. června 2019 tvrdý |            |                                                                              |      |          |     |  |
| \| \| \| \| 1. \| 2. \| 3. \| \| \| -- \| \| ---------------------------------------------------------------------------- \| ---- \| --- \| --- \| \| \| 1. \| \| Nigina Abduraimovová Wu Ho-ching \| 64 7 \| 4 6 \| \| \| \| 2. \| \| Sabina Šaripovová Eudice Chong \| 7 5 \| 6 0 \| \| \| \| 3. \| \| Nigina Abduraimovová / Akgul Amanmuradovová Eudice Chong / Cody Wong Hong-yi \| 6 2 \| 4 6 \| 6 3 \| \| \| \| \| \| \| \| \| \| \| \| \| \| \| \| \| \| \| \| \| \| \| \| \| \| \| \| \| \| \| \| \| \| \| \| \| \| \| \| \| \| |            |                                                                              |      |          |     |  |
| |            |                                                                              | 1.   | 2.       | 3.  |  |
| 1. |            | Nigina Abduraimovová Wu Ho-ching                                             | 64 7 | 4 6      |     |  |
| 2. |            | Sabina Šaripovová Eudice Chong                                               | 7 5  | 6 0      |     |  |
| 3. |            | Nigina Abduraimovová / Akgul Amanmuradovová Eudice Chong / Cody Wong Hong-yi | 6 2  | 4 6      | 6 3 |  |
| |            |                                                                              |      |          |     |  |
| |            |                                                                              |      |          |     |  |
| |            |                                                                              |      |          |     |  |
| |            |                                                                              |      |          |     |  |
| |            |                                                                              |      |          |     |  |

### Konečné pořadí
| Umístění        | Tým         | Tým          |
| Postup/1. místo | Tchaj-wan   | Uzbekistán   |
| 2. místo        | Singapur    | Hongkong     |
| 3. místo        | Filipíny    | Nový Zéland  |
| 4. místo        | Srí Lanka   | Malajsie     |
| 5. místo        | Írán        | Turkmenistán |
| 6. místo        | Tádžikistán | Pákistán     |
| 7. místo        | Bangladéš   | Bangladéš    |

Výsledek
- Tchaj-wan a Uzbekistán  postoupily do I. skupiny zóny Asie a Oceánie pro rok 2021.